# Калиновка (Лугинский район)
Кали́новка (укр. Калинівка) — село на Украине, основано в 1739 году, находится в Лугинском районе Житомирской области.
Код КОАТУУ — 1822882001. Население по переписи 2001 года составляет 657 человек. Почтовый индекс — 11340. Телефонный код — 4161. Занимает площадь 3,67 км².

## История
В 1946 году указом ПВС УССР село Колцкие переименовано в Калиновку.

## Адрес местного совета
11340, Житомирская область, Лугинский р-н, Калиновка, Школьная, 49